# Staatliches Amt für Lebensmittel und Veterinärmedizin
Das  Staatliche Amt für Lebensmittel und Veterinärmedizin (lit. Valstybinė maisto ir veterinarijos tarnyba, VMVT) ist eine  Anstalt der Regierung Litauens, ein Veterinäramt. Es überwacht auf dem Markt die Lebensmittelsicherheit und -qualität, Kennzeichnung, Tiergesundheit und Tierschutz, Verbraucherrechte bei Lebensmitteln und Lebensmitteldienstleistungen. Es hat 1.393 Mitarbeiter (2013).
Es befindet sich in Vilnius.

## Leitung
- Kazimieras Lukauskas
- Seit 2017: Darius Remeika (* 1972)